# Heinrich Adolph Schrader
Heinrich Adolf Schrader (* 1 de enero de 1767, Alfeld, Hildesheim - † 22 de octubre de 1836) fue un médico, botánico y micólogo alemán.
Fue docente honoriario en Gotinga de 1794 a 1802. Obtiene su doctorado en medicina en 1795.
De 1802 a 1809, es profesor asociado de botánica en Gotinga.
En 1836, es profesor full time, y muere poco después.

## Obras
- Spicilegium florae germanicae (Hanover, 1794)
- Nova genera plantarum. Pars prima cum tabulis aeneis coloratis (Leipzig, 1797)
- Systematische Sammlung Cryptogamischer Gewächse (1796-97)
- Hortus Gottingensis (1809)

## Honores

### Epónimos
- (Lamiaceae) Schraderia Medik.[1]

- La abreviatura «Schrad.» se emplea para indicar a Heinrich Adolph Schrader como autoridad en la descripción y clasificación científica de los vegetales.[2]